# Slaget vid Kemi
Slaget vid Kemi var ett slag under Hattarnas ryska krig. Slaget stod mellan svenska och ryska styrkor den 24 november 1742 vid Kemi.

## Bakgrund
Efter det stora svenska nederlaget i slaget vid Villmanstrand år 1741 genomförde ryska styrkor år 1742 en invasion av Finland. Den svenska armén retirerade snabbt, bland annat föll Helsingfors den 24 augusti och Tavastehus den 26 augusti. Efter att Helsingfors fallit fick alla de svenska regementen som befunnit sig där fritt avgå och segla tillbaka hem till Sverige. Ett av dessa, Smålands kavalleriregemente, under befäl av Christoffer Freidenfelt, drog sig norrut till Vasa, varifrån de tog sig till Umeå den 25 oktober. Här anlände dock endast 500 man, då resterande del hade blivit drivet till Härnösand av vädret. I Umeå fick Freidenfelt befäl över en armékår bestående av Smålands kavalleriregemente, Jämtlands regemente, Västerbottens regemente samt en 2500 man stark vargeringsavdelning, dock blev denna kår aldrig fullt sammansatt. Den lilla avdelning Freidenfelt hade sattes snart i godtagbart skick för ett försvar av Tornedalen.

## Slaget
I Finland hade 748 svenska hästar kvarlämnats och med anledning av att återfå dessa genomförde Freidenfelt i november en kvick offensiv mot Kemi. Den 24 november nådde den svenska avdelningen Kemi och besegrade den ryska styrkan av kosacker, kalmucker och husarer, som blivit fullkomligt överraskad. Dock fann man endast 27 svenska hästar, vilka man tog tillsammans med mellan 40 och 50 kosackhästar.

## Följder
Efter den svenska segern drog sig de ryska styrkorna söderut till Uleåborg och Freidenfelt, som nu blivit befordrad till generalmajor, ställde sin avdelning i Torneå. Nästkommande år slogs två anfall landvägen mot Torneå tillbaka, efter vilket Freidenfelt gick till motoffensiv, besegrade en rysk styrka i slaget vid Ijo och trängde fram till Kello, norr om Uleåborg, innan han drunknade i bottniska viken mellan Umeå och Kello, efter vilket offensiven avstannade.